# Zum Tänzelnden Pony
Zum Tänzelnden Pony (im Original The Prancing Pony, auch The Prancing Pony Inn oder Inn of the Prancing Pony) ist der Name eines fiktiven Gasthauses aus dem Buch Der Herr der Ringe des englischen Schriftstellers J. R. R. Tolkien. Der Ort ist ein Treffpunkt zahlreicher Reisender, die in der Stadt Bree Halt machen.

## Gasthaus Zum Tänzelnden Pony
In der Geschichte Der Herr der Ringe spielt das Gasthaus in Bree eine zentrale Rolle beim Zusammentreffen der Hobbits Frodo, Sam, Merry und Pippin mit Aragorn auf ihrem Weg nach Mordor. Das Gasthaus war zu einer Zeit errichtet worden, als die Straßen zwischen den Königreichen Arnor und Gondor noch viel befahren waren und von Händlern bereist wurden. Es befand sich seit Generationen im Besitz der Familie Butterblum. Es war, trotz der zurückgegangenen Besucherzahlen, noch immer ein beliebter Treffpunkt für Menschen, Hobbits und Zwerge, die Neuigkeiten aus den weit entfernten Gebieten Mittelerdes nach hier brachten. Auch der Zauberer Gandalf besuchte dieses Haus bisweilen und die Dúnedain des Nordens hatten immer ein wachsames Auge und ein offenes Ohr für alles was sich dort ereignete. Gandalf hinterließ dort einen Brief, der jedoch vom Besitzer der Gaststätte nicht wie gewünscht ins Auenland zu Frodo weitergeleitet wurde, so dass dieser ihn erst erhielt, als er selbst in Bree ankam. Hier trafen die Hobbits auf Streicher, einen Waldläufer, der sich später als Aragorn herausstellte und sie von da an begleitete.

## Hintergrund
Während seines Studiums in Oxford, als Tolkien in den Jahren 1939/1940 in der Northmoor Road wohnte, überarbeitete er einige Passagen des Kapitels „Im Gasthaus zum tänzelnden Pony“ zu seiner Erzählung Der Herr der Ringe. Dabei sollen einige Inspirationen aus seinem Wohnumfeld Eingang in die Geschichte und insbesondere auf das Aussehen der Stadt Bree gefunden haben. So weist die Beschreibung des „Tänzelnden Ponys“ Ähnlichkeiten mit dem Gasthaus „The Bell Inn“ in Moreton-in-Marsh in Gloucestershire auf. Auch sonst gibt es eine Vielzahl an Übereinstimmungen mit diesem Ort.

### Vergleich der Gasthäuser

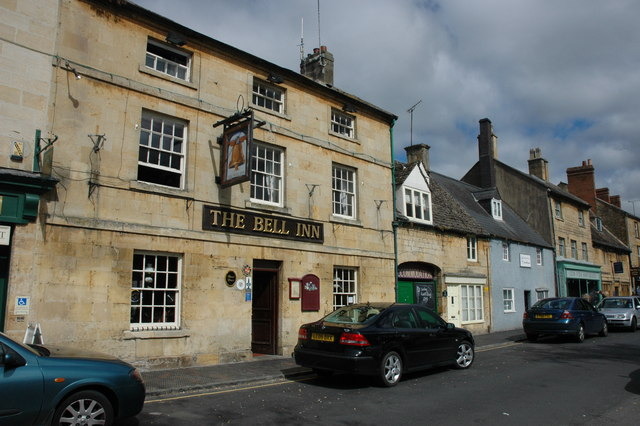
The Bell Inn, Moreton-in-Marsh

Beide Gebäude weisen eine dreistöckige Bauweise auf; diese Größe und ungewohnte Bauweise des „Prancing Ponys“ empfanden die Hobbits als befremdlich und dennoch machte es auf sie mit seiner an der Straße liegenden Front und den beiden Flügeln, die in die Hänge des Berges hineingebaut waren, einen einladenden Eindruck.
Das „Bell Inn“ ist ebenfalls ein steinernes Gebäude mit drei Etagen, vielen Fenstern und einem großen Torbogen, der in den Innenhof zwischen den Flügeln führt sowie mit ehemaligen Stallungen. Der ehemalige Eingang, der, wie beim „Prancing Pony“, von dort aus in das Gebäude führte, wurde inzwischen jedoch zugemauert und durch einen Eingang zum Fosse Way ersetzt.

### Vergleich der Ortschaften
Bree wird als ein Ort beschrieben, der sich einerseits an den Breeberg schmiegte und andererseits auf der offenen Seite von einer hohen Hecke und einem Wallgraben mit zwei Eingangstoren geschützt wurde. Zudem gab es mehr als einhundert Steinhäuser in der kleinen Ortschaft, die von Menschen bewohnt wurden. Die ortsansässigen Hobbits lebten in Wohnhöhlen in den Hängen des Breeberges.
Die Häuser des Städtchens Moreton-in-Marsh sind ebenfalls überwiegend Steingebäude. Auch dort gibt es Tore und einen Turm, mit dem die nächtliche Ausgangssperre überwacht werden konnte, wenn die Tore geschlossen waren. In Bree wird dieser Turm durch das Häuschen des Torwärters ersetzt. Bree lag an einer alten Wegkreuzung und direkt am ehemaligen Hauptdurchgangsweg der Oststraße, die etwas außerhalb des Walls entlangführte.
Moreton-in-Marsh steht ebenfalls an einer solchen strategisch wichtigen Stelle, der ehemaligen Römerstraße (Fosse Way), die ebenfalls aus nordöstlicher Richtung kommt und nach Südwesten führt. Diese trifft in Moreton-in-Marsh auf die alte Straße die aus dem Norden in den Süden, also von Oxford nach Worcester verläuft.
Das „Prancing Pony“ war ein Treffpunkt für alle großen und kleinen Reisenden aus den ehemaligen Gebieten von Minhiriath, Cardolan, Rhudaur, Arthedain (mit Eriador und dem Auenland), also dem gesamten Einzugsgebiet des ehemaligen Königreiches Arnor. Der Wirt kam seit Generationen aus der Familie Butterblume und hieß mit Vornamen Gerstenmann.
Moreton-in-Marsh liegt ebenfalls in einem Gebiet, in dem vier Grafschaften aufeinandertreffen: Gloucestershire, Oxfordshire, Worcestershire und Warwickshire.
Weiteres Umland

Darüber hinaus gibt es sowohl in Tolkiens Beschreibungen und Zeichnungen der Umgebung von Bree und der tatsächlichen Gegebenheiten um Moreton-in-Marsh weitere Parallelen, so beispielsweise den „Three-Farthing Stone“, die Barrow Downs (Hügelgräberhöhen) oder die Weißen Türme auf den Turmbergen im Auenland und dem realen „Four Shire Stone“, den „Rollright Stones“ und dem „Broadway Tower“.

## Rezeption
Unter dem Namen The Prancing Pony oder den jeweiligen Übersetzungen in andere Sprachen wurden weltweit Restaurants, Bars, Pubs oder Gasthäuser nach diesem Vorbild benannt.
Deutschsprachiger Raum
- Zum tänzelnden Pony ein Restaurant in Kaichen.
- Zum tänzelnden Pony ein Restaurant in Tübingen.

Englischsprachiger Raum
- The Prancing Pony ein Pub in Malvern, England.[6]
- Prancing Pony Pub & Stables Restaurant, ein Restaurant auf dem Rivendale Caravanpark im Peak District National Park.[7]

Spanischsprachiger Raum
- El Poney Pisador ein Restaurant in Salamanca, Spanien.[9]
- El Poney Pisador eine Brauerei mit Pub in Almería, Spanien.
- El Poney Pisador ein Restaurant mit Bar und Nachtclub im Stadtteil Ciudad Vieja von Montevideo, Uruguay.[10]